# أغسطس ويلبي نورثمور بوجن

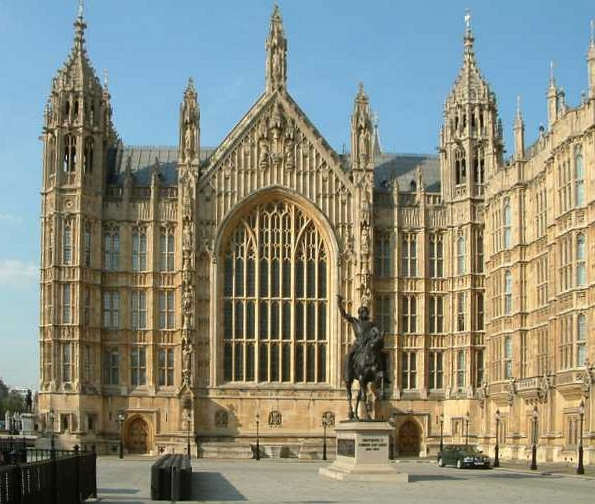
قصر وستمنستر - Palace of Westminster

أغسطس ويلبي نورثمور بوجن (بالإنجليزية: Augustus Welby Northmore Pugin)‏ (لندن 1 مارس 1812، بيدام 14 سبتمبر 1852) مهندس معماري ومن أهم الشخصيات الذين ساهمو في خلق النمط القوطي الجديد (Gothic Revival architecture) الأنجليزي.

## روابط خارجية
- أغسطس ويلبي نورثمور بوجن على موقع الموسوعة البريطانية (الإنجليزية)
- أغسطس ويلبي نورثمور بوجن على موقع إن إن دي بي (الإنجليزية)